# لیک لوئیز، آلبرتا
لیک لوئیس، آلبرتا (به انگلیسی: Lake Louise) یک روستا در کانادا است که در شهرستان آلبرتا واقع شده‌است. لیک لوئیس ۱٬۰۴۱ نفر جمعیت دارد و ۱٬۶۰۰ متر بالاتر از سطح دریا واقع شده‌است.